# Bruno Brokken
Bruno Brokken (Wilrijk, 9 mei 1953) is een voormalige Belgische hoogspringer en ex-recordhouder van België met 2,23 m. In 1976 behaalde hij brons op de Europese indoorkampioenschappen met een sprong over 2,19. Hij veroverde in 1971 de Belgische titel in zijn specialiteit.

## Biografie

### Als zestienjarige al over 2,04
In zijn jeugd deed Brokken aan andere sporten dan atletiek, zoals voetbal, basketbal en vooral judo. Met judo stopte hij als vijftienjarige, toen hij de bruine band had. Hij kwam pas in de atletiek, toen zijn vader de atletiekvereniging Wilrijk Atletiek Club oprichtte. In eerste instantie ging hij net als zijn vader speerwerpen, maar daar bleek hij niet goed in te zijn. Na enige tijd viel hij op tijdens een training hoogspringen en leverde toen een zo uitzonderlijke prestatie, dat hij werd opgenomen in de selectie. Als zestienjarige sprong hij, toen nog met buikrol, al over de 2,04.

### Blessure doorkruist deelname aan OS
Als zeventienjarige werd Bruno Brokken Belgisch kampioen. In 1974 werd hij op de Europese kampioenschappen in Rome in de finale achtste. In 1975 behaalde hij veel successen, onder meer het Belgisch record outdoor (2,23) en het Belgisch record indoor (2,21). Zijn record van 2,23 was indertijd de vijftiende beste hoogspringprestatie ooit ter wereld en op de wereldranglijst van dat jaar, die met 2,27 werd aangevoerd door de Amerikaan Dwight Stones, eindigde hij ermee op een gedeelde zevende plaats. Het wereldrecord van Stones stond toen sinds 11 juli 1973 op 2,30 m.
Het jaar erop behaalde Brokken het brons op de EK indoor en werd hij geselecteerd voor de Olympische Spelen in Montréal. Hij moest in Montréal zelf op het allerlaatste moment afzeggen, door een knieblessure die hij had opgelopen bij een training. Hieraan werd hij geopereerd, maar de operatie slaagde niet. Brokken kon daardoor niet meer terugkeren in de topsport en daarmee was op zijn 23ste zijn sportcarrière afgelopen. Eind 1976 overleed zijn sportvriend Ivo Van Damme bij een ongeluk.

### Sportman van het jaar
Bruno Brokken werd in 1975 uitgeroepen tot Belgisch sportman van het jaar. Het was de eerste keer sinds Serge Reding in 1968, dat iemand anders dan Eddy Merckx de trofee won. Bruno Brokken was tot dan de jongste ooit verkozene als sportman van het jaar (22 jaar). 

### Spierziekte
Bruno werd in 2002 getroffen door een vrij onbekende spierziekte (syndroom van Sapho) en moest als invalide verder door het leven gaan.

## Belgische kampioenschappen
| Onderdeel    | Jaar |
| ------------ | ---- |
| hoogspringen | 1971 |

## Persoonlijk record
| Onderdeel              | Prestatie      | Datum           | Plaats |
| ---------------------- | -------------- | --------------- | ------ |
| hoogspringen (outdoor) | 2,23 m (ex-NR) | 7 augustus 1975 | Aalst  |

## Palmares

### hoogspringen
- 1971:  BK AC - 2,00 m
- 1974:  BK AC - 2,12 m
- 1974: 8e EK - 2,14 m
- 1975:  Europacup - 2,17 m
- 1976:  EK indoor - 2,19 m

## Onderscheidingen
- 1975: Sportman van het jaar
- 1975: Gouden Spike